# Christa von Thurn und Taxis

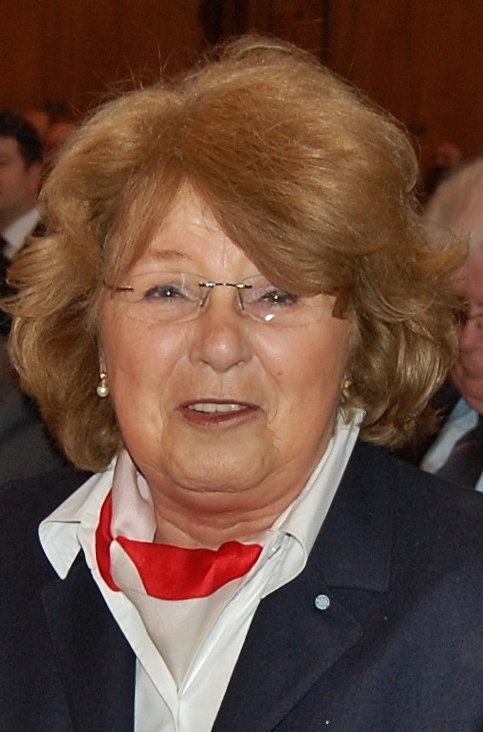
Christa Prinzessin von Thurn und Taxis am 17. Februar 2013, dem 150. Gründungstag des Deutschen Roten Kreuzes

Christa Prinzessin von Thurn und Taxis (* 14. Dezember 1941 in Heidenheim an der Brenz als Christa Ingeborg Heinle) ist Funktionärin im Bayerischen Roten Kreuz und war von 2003 bis zum 7. Dezember 2013 dessen Präsidentin.

## Leben
Christa Heinle heiratete am 14. März 1971 Max Emanuel von Thurn und Taxis (1935–2020; vollständiger Name: Max Emanuel Maria Albert Paul Isabella Klemens Lamoral Prinz von Thurn und Taxis). Das Paar hatte zwei Söhne. Ihr Ehemann war ein Cousin von Johannes von Thurn und Taxis.
Christa von Thurn und Taxis war ab 1985 stellvertretende Vorsitzende des BRK-Kreisverbandes Ostallgäu und ab 1989 die des BRK-Bezirksverbandes Schwaben. Diese Ämter besetzte sie bis 2005. Seit 1989 ist sie Mitglied des BRK-Landesvorstandes und des beschließenden Ausschusses für Sozialwesen, seit 1994 auch des Bundesausschusses für Wohlfahrt und Sozialarbeit im DRK. Von 1993 bis 2001 war sie ein zugewähltes Mitglied des Landesausschusses der Bereitschaften im BRK und wurde 1995 Gründungsmitglied der Akademie des Deutschen Roten Kreuzes. Von 1997 bis 2000 war sie für das BRK Senatorin im Bayerischen Senat. Seit November 1999 war sie Vizepräsidentin des BRK und dann seit Juni 2003 amtierende Präsidentin. 2003 wurde sie Stiftsratsmitglied (Stiftsratsvorsitzende Jutta Lowag) des Damenstifts am Luitpoldpark in München.
Sie wurde am 8. November 2003 zur Präsidentin des Bayerischen Roten Kreuzes gewählt und hatte dieses Amt bis zur Landesversammlung am 7. Dezember 2013 in Altötting inne. Ihr Nachfolger wurde Theo Zellner.

## Ehrungen
- 2010: Verdienstkreuz am Bande der Bundesrepublik Deutschland
- 2011: Bayerischer Verdienstorden
- 2013: Ehrenpräsidentin des BRK
- 2014: Bayerische Verfassungsmedaille in Gold